# Temburong
Temburong est le district ou daerah le plus oriental du Sultanat du Brunei. Il doit son nom à la rivière Sungai Temburong, principal cours d’eau le traversant. La frontière orientale du district est constituée par la rivière Pandaruan. Son chef-lieu est la ville de Bangar.

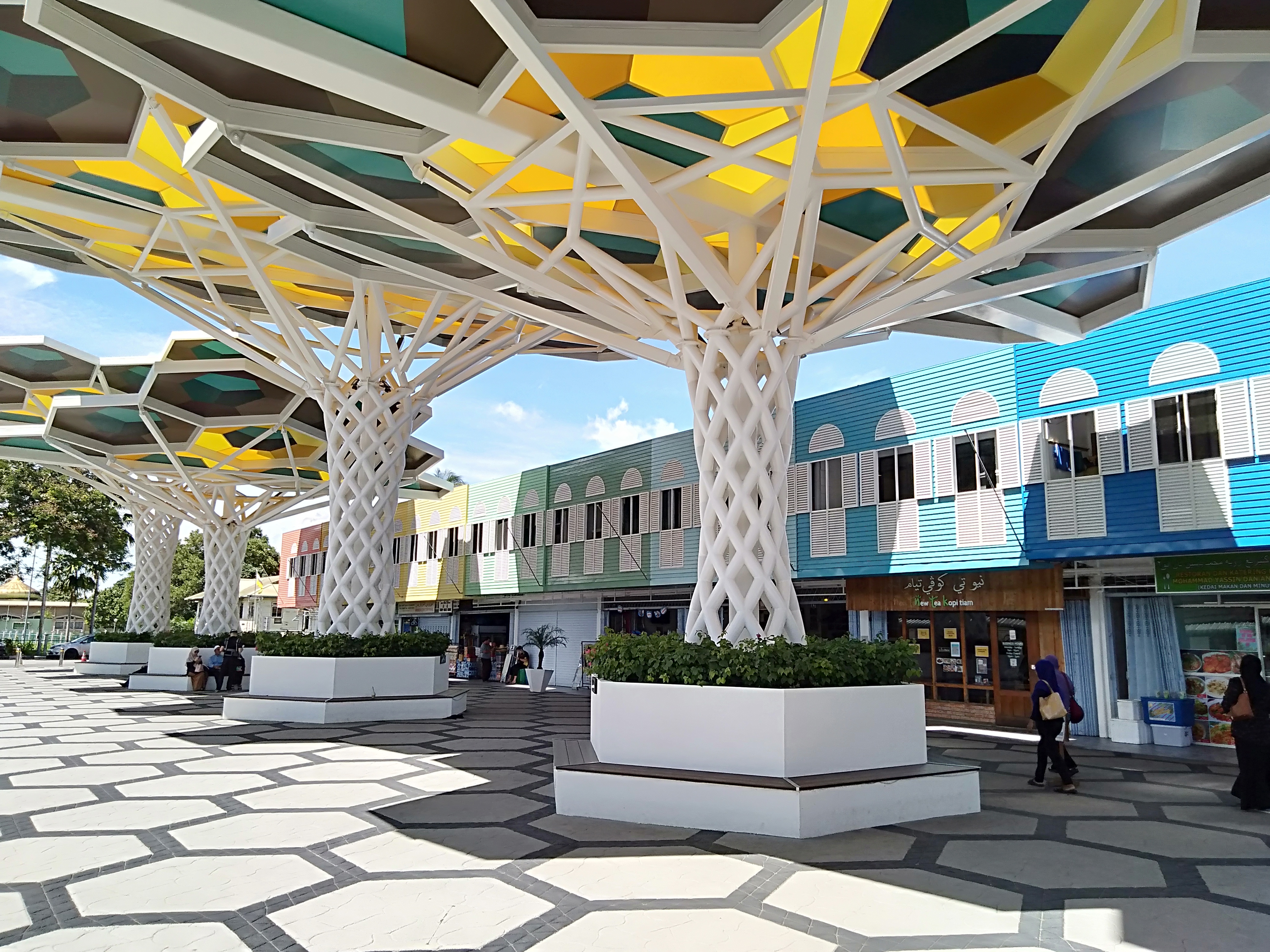
Zone piétonne

Il présente la particularité de constituer une exclave et d'être séparé du reste du Brunei par la Malaisie. Le territoire est cependant accessible par la mer en traversant la baie de Brunei, notamment via le pont Sultan Haji Omar Ali Saifuddien depuis 2020.

## Provinces

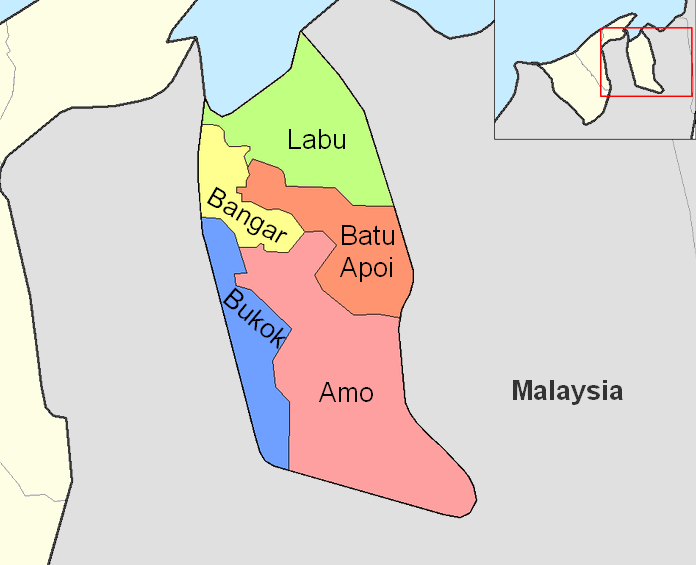
Mukims de Temburong

Le district est composé de 5 mukims (provinces) :
- Amo
- Bangar
- Batu Apoi
- Bukok
- Labu

## Biodiversité
25 hectares de la région de Kuala Belalong ont été alloués à des projets conjoints de recherche à risque menées par l'Université Brunéi Darussalam, Kuala Belalong field study centre et CTFS. Il est appelé le "Belalong Rainforest Experience», et est financé par la Hongkong and Shanghai Banking Corporation. Brunei.